# Сцени коло моря
«Сцени коло моря» (яп. あの夏、いちばん静かな海 Ano natsu, ichiban shizukana umi; дослівно: «Того літа було найспокійніше море») — японська стрічка 1991 року. Автор сценарію і режисер фільму Кітано Такесі.

## Сюжет
Під час роботи глухонімий прибиральник Шигару знаходить зламану дошку для віндсерфінгу. Він ремонтує її, і разом з подругою йде на пляж, де намагається покататись. Спочатку у нього не виходить навіть піднятися на дошку; інші спортсмени потішаються, дивлячись на нього. Шигару починає ходити на пляж щодня. Одного разу під час катання його дошка ламається. Шигару купує нову дошку, витративши на це весь заробіток. Дивлячись на впертість Шигару, спортсмени починають поважати його. Власник крамниці, де Шигару купив дошку, одного разу пропонує йому брати участь у змаганні з віндсерфінгу. Шигару разом з подругою їде на змагання, проте не виступає на ньому через те, що не здатний чути оголошення свого імені та байдужість людей навколо нього. Тим часом він вже робить певні успіхи в будь-якому занятті. Він весь час проводить на пляжі, кидає роботу. На другому змаганні його відзначають кубком. Відтак, він в негоду йде на пляж і не повертається.